# Lady Godiva (film 1911)
Lady Godiva è un cortometraggio muto del 1911 diretto da J. Stuart Blackton.

## Trama
Nel Medioevo, a Coventry, una dama protesta contro le tasse troppo esose imposte dal proprio marito alla popolazione, cavalcando nuda per le strade della città.

## Produzione
Il film fu prodotto dalla Vitagraph Company of America.

## Distribuzione
Distribuito dalla General Film Company, il film - un cortometraggio in una bobina - uscì nelle sale cinematografiche USA il 21 ottobre 1911. Copia della pellicola è stata riversata in DVD.